# Tribunal de Apelaciones (Chile)
El Tribunal de apelaciones de Chile fue un órgano judicial de la época independentista del país, creado para suplir las funciones de la desaparecida Real Audiencia de Santiago de Chile. Entró en funciones en 1811 y fue disuelto en 1823.

## Historia
Con motivo de la desaparición de la Real Audiencia de Santiago de Chile por ser considerada contraria a la Junta de Gobierno de carácter independentista y ser separados de su cargo e incluso desterrados algunos de sus miembros, mediante decreto del 24 de abril de 1811, se produjo un vacío que se llenó mediante la creación, por decreto del 13 de mayo de 1811, del Tribunal de Apelaciones, destinado a reemplazar a la Real Audiencia en sus funciones judiciales. El tribunal comenzó sus funciones el día 17 del mismo mes.
Para esto se nombró a cuatro abogados considerados "hábiles y probos" como miembros:
- Francisco Cisternas
- Francisco Antonio Pérez
- Lorenzo Villalón
- Juan de Dios Gacitúa

El año 1815 durante la reconquista española, el gobernador Mariano Osorio restituyó la Real Audiencia en reemplazo de este tribunal, acción que fue revertida en el año 1817 durante el gobierno de Bernardo O´Higgins, funcionando nuevamente el Tribunal de Apelaciones como tal hasta la implementación de las reformas dictadas en la Constitución de 1823.
Con su disolución, esta es reemplaza por la Supremo Tribunal Judiciario.